# Fuerza Terrestre de Autodefensa de Japón
La Fuerza Terrestre de Autodefensa de Japón (en japonés 陸上自衛隊 (Rikujō Jieitai?), o JGSDF según sus siglas en inglés, Japan Ground Self-Defense Force) es la rama terrestre de las Fuerzas de Autodefensa de Japón, la mayor de las tres que la componen. 
Opera bajo el mando del jefe de Estado Mayor terrestre, con base en la ciudad de Ichigaya (Tokio).

## Historia
Japón aceptó la Declaración de Potsdam en 1945 y, basándose en el artículo 9 de la misma, el Ejército Imperial Japonés y la Armada Imperial Japonesa fueron abolidos y reemplazados por el ejército de ocupación dirigido por las fuerzas armadas de los Estados Unidos, que se hicieron cargo de la defensa japonesa.
El Gabinete de Seguridad Nacional se creó en 1952. Como consecuencia de la guerra de Corea, la fuerza de reserva de la policía, la Guardia Marítima y el cuerpo antiminas de la Agencia de Seguridad marítima se reorganizaron constituyendo la Fuerza de Seguridad Nacional, con funciones de guarnición.
El 1 de julio de 1954 el Gabinete de Seguridad Nacional se constituyó en la Agencia de Defensa, y la Fuerza de Seguridad Nacional y la guarnición fueron reorganizadas posteriormente como la Fuerza de Autodefensa Terrestre, la Fuerza de Autodefensa Marítima y la Fuerza de Autodefensa Aérea. La Agencia de Defensa se convirtió en el Ministerio de Defensa el 9 de enero de 2007.
La Fuerza de Autodefensa está concebida para rechazar un ataque, repeler una pequeña invasión o realizar una acción retardadora hasta recibir refuerzos de fuerzas aliadas. Ni está equipada ni consta de personal suficiente como para realizar una defensa eficaz por sí sola. No se le permite tener una fuerza de infantería de marina ni constituirse en una gran fuerza militar. Hay restricciones adicionales en cuanto a portaaviones, cruceros y bombarderos estratégicos, en definitiva: solo se le permite tener equipo defensivo y carece de potencial ofensivo fuera de su área de acción.
La Fuerza Terrestre de Autodefensa es la mayor de las tres ramas que componen la Fuerza de Autodefensa. Está bajo las órdenes del jefe de Estado Mayor y su cuartel general está en Ichigaya (Tokio). Aunque se le permite un número máximo de 180.000 efectivos, en 1992 estaba constituida por el 86% de esa cantidad aproximadamente (unos 156.000 efectivos) debido a restricciones presupuestarias, lo que constituía una cantidad insuficiente para un despliegue operativo. Debido a ello la proporción de oficiales es muy alta y, en momentos de crisis el personal de tropa necesario sería cubierto por voluntarios o reservistas. Sin embargo las reservas -unos 46.000 efectivos- cuentan con escaso entrenamiento profesional.

## Organización

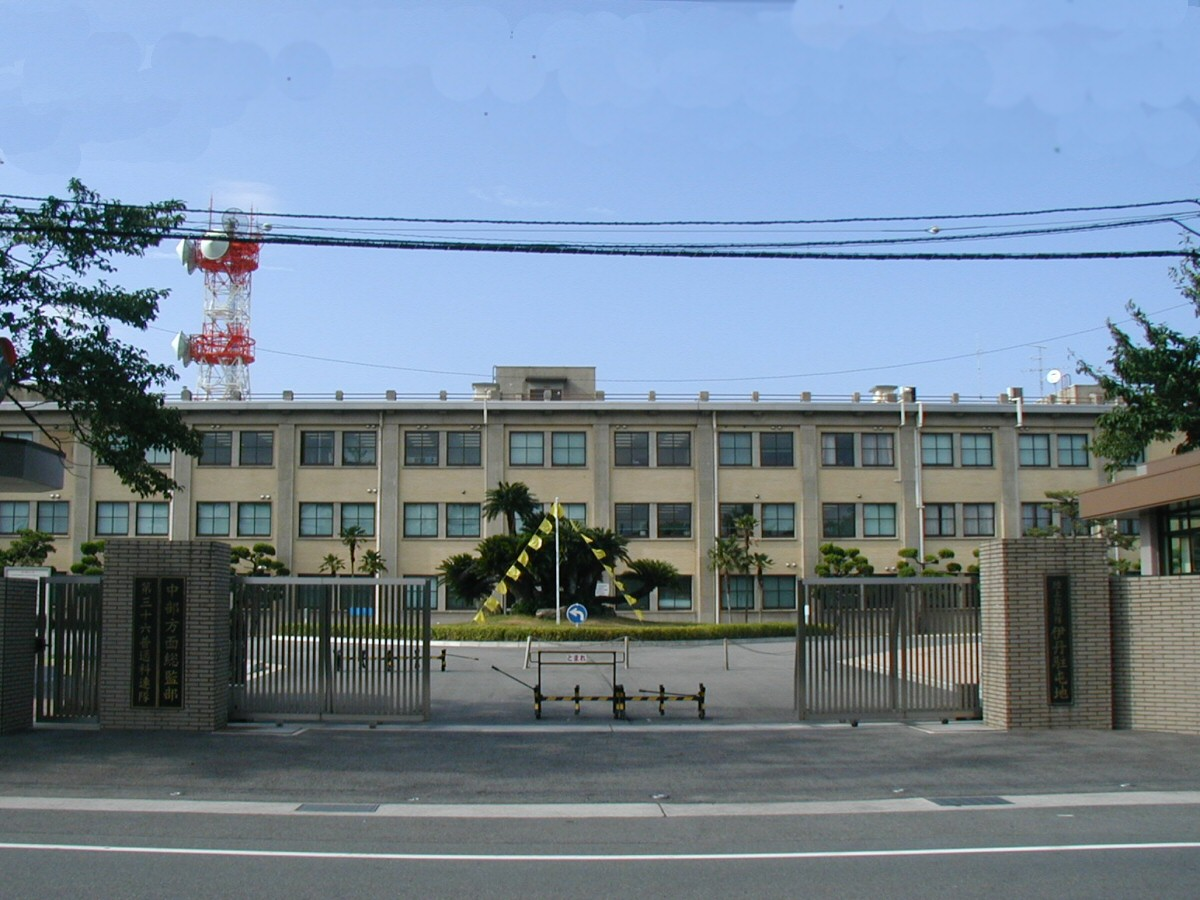
Cuartel general del Ejército Medio del JGSDF en Itami.

### Organización táctica
El GSDF está compuesto por las siguientes unidades tácticas:
- Una división acorazada (la 7.ª),
- nueve divisiones de infantería (en un principio eran doce), cada una formada por tres o cuatro regimientos del tamaño de batallones,
- una brigada aeromóvil,
- dos brigadas mixtas (la 1.ª y la 2.ª),
- cuatro brigadas de instrucción,
- una brigada de artillería con dos grupos,
- dos brigadas de defensa aérea con tres grupos,
- una brigada de helicópteros con 24 escuadrones y dos pelotones de helicópteros antitanque.

Las divisiones de la JGSDF pueden ser de 9.000 o 7.000 efectivos.
Una brigada de la JGSDF es una fuerza de armas combinadas que aglutina unidades de infantería, acorazadas, de artillería, de apoyo y logísticas. Es una entidad independiente regionalmente y permanente. Aunque su función es similar a la de una división, teniendo la capacidad de entrar en combate en un frente, es más pequeña que aquella, disponiendo de entre 3.000 y 4.000 efectivos.

### El Comando de Componente Terrestre(,陸上総隊(Rikujō-Sōtai)?)
- El Comando de Componente Terrestre tiene su sede en Asaka, Prefectura de Saitama. Se reorganizó de la Fuerzas de Preparación Central (中央即応集団 (Chūō Sokuō Shūdan)?) el 27 de marzo de 2018. En tiempos de guerra, tomaría el mando de dos a cinco ejércitos.

　　 
Las unidades controladas directamente son las siguientes:
- - SOG  Grupo de Operaciones Especiales (特殊作戦群 Tokushu Sakusen Gun)
  - 1ª Brigada Aeromóvil
  - 1ª Brigada de Helicópteros
  - Regimiento de Fuerzas de Preparación Central
  - Unidad de Entrenamiento de Acciones de Cooperación de Paz Internacional

### Organización regional

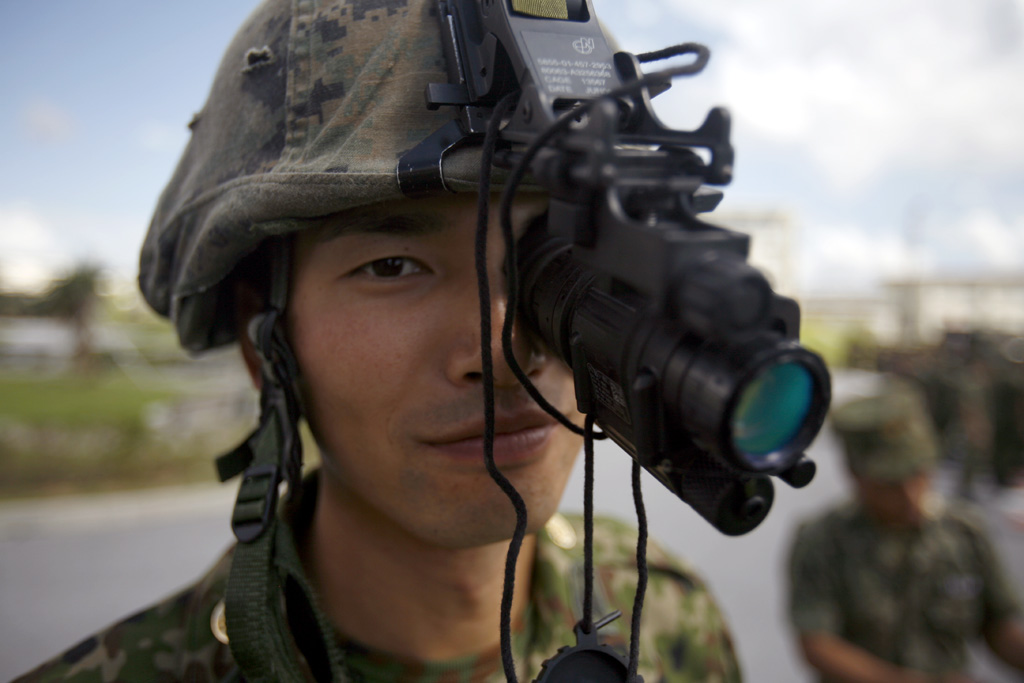
Un aspirante a oficial de la JGSDF prueba un visor nocturno PDF-14 durante el programa de intercambio de observadores japoneses en Camp Schwab.

- Ejército del Norte, el mayor, con cuartel general en Sapporo, Hokkaidō, donde las limitaciones impuestas por la geografía y la población son menores que en otros lugares.
  - 2.ª División
  - 7.ª División Acorazada
  - 5.ª Brigada
  - 11.ª Brigada
  - 1.ª Brigada de Artillería
  - 1.ª Brigada de Artillería Antiaérea
  - 3.ª Brigada de Ingenieros
  - Brigada Combinada del Ejército del Norte
  - Arsenal de Hokkaido (Septentrional)

- Ejército Nororiental, con cuartel general en Sendai, Miyagi
  - 6.ª División
  - 9.ª División
  - Regimento de Artillería de Campo del Ejército Nororiental
  - 2.ª Brigada de Ingenieros
  - Brigada Combinada del Ejército Nororiental
  - Arsenal de Tohoku (Nororiental)

- Ejército Oriental, con cuartel general en Nerima, Tokio
  - 1.ª División
  - 12.ª Brigada
  - Regimento de Artillería de Campo del Ejército Oriental
  - 1.ª Brigada de Ingenieros
  - Brigada Combinada del Ejército Oriental
  - Arsenal de Kanto (Oriental)

- Ejército Central, con cuartel general en  Itami, Hyōgo
  - 3.ª División
  - 10.ª División
  - 13.ª Brigada
  - 14.ª Brigada
  - Regimento de Artillería de Campo del Ejército Central
  - 4.ª Brigada de Ingenieros
  - Brigada Combinada del Ejército Central
  - Arsenal de Kansai (Central)

- Ejército Occidental, con cuartel general en Kengun, Kumamoto
  - 4.ª División
  - 8.ª División
  - 15.ª Brigada
  - 2.ª Brigada de Artillería　
  - 2.ª Brigada de Artillería Antiaérea
  - 5.ª Brigada de Ingenieros
  - Brigada Combinada del Ejército Occidental
  - Brigada Anfibia de Reacción Rápida
  - Arsenal de Kyushu (Occidental)

- Otras unidades y organizaciones
  - Mando de Control y Material
  - Mando de Desarrollo e Investigación terrestre
  - Brigada de Señales
  - Policía Militar
  - Mando de Inteligencia Militar
  - Mando de Seguridad e Inteligencia
  - Colegio de Oficiales de Tierra
  - Escuela de aspirantes a oficiales de tierra
  - Otros

## Entrenamiento

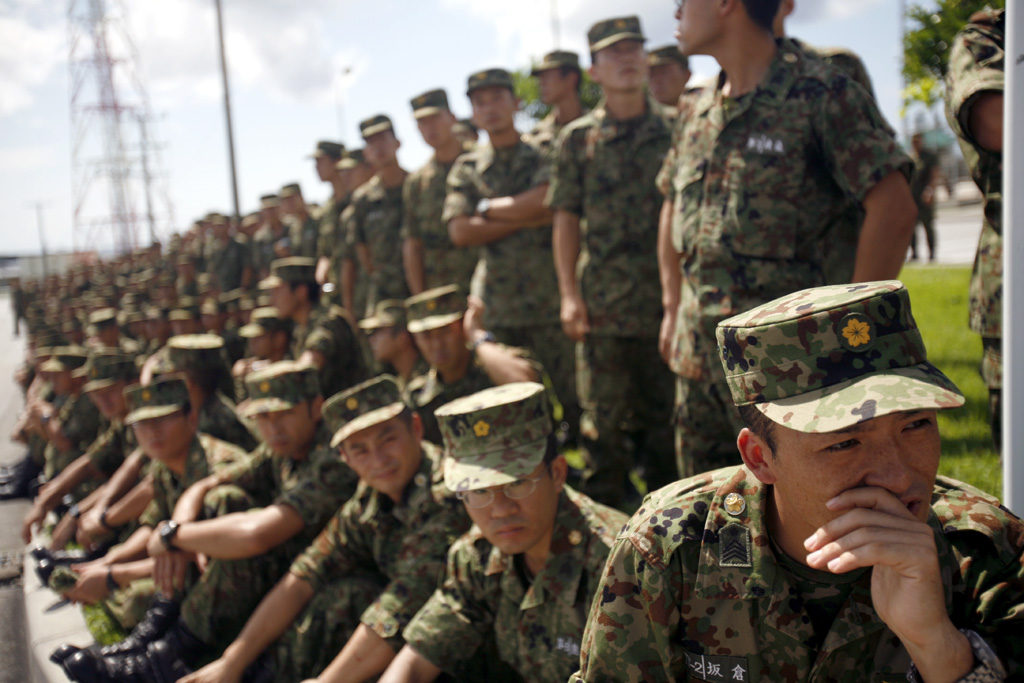
Candidatos a oficiales de la Fuerza de Autodefensa Terrestre.

En 1989 el entrenamiento básico para graduados en la academia secundaria empezaba en la brigada de instrucción y duraba aproximadamente tres meses. Existían cursos para suboficiales y reclutas especializados en distintas escuelas, y los suboficiales cualificados podían realizar un programa para convertirse en tenientes en un curso de ocho a doce semanas de duración. Los suboficiales con antigüedad y los graduados de un curso piloto para suboficiales de 80 semanas eran candidatos para ingresar en las escuelas de aspirantes a oficiales, así como los graduados de la Academia de Defensa Nacional de Yokosuka y los graduados superiores de todas las universidades. La GSDF imparte también cursos técnicos avanzados, de vuelo, médicos y de formación de estado mayor. Al igual que la Marina y la Fuerza Aérea, la GSDF tiene un programa para jóvenes cadetes que proporciona enseñanza técnica a graduados de secundaria baja menores de edad, a cambio de un compromiso de alistamiento.
Debido a la gran densidad de población de Japón, el número de lugares disponibles para maniobras a gran escala es escaso, e incluso en estas áreas las limitaciones de ruido son un problema. La GSDF ha intentado superar esta situación realizando ejercicios y maniobras sobre el mapa y mediante el uso de simuladores y otros dispositivos de instrucción.

## Rangos
Véase el artículo Rangos e insignias militares de las Fuerzas de Autodefensa de Japón
| Código de la OTAN                | OF-9                                                                                   | OF-8                | OF-7               | OF-5    | OF-4             | OF-3       | OF-2    | OF-1     | OF-1    |
| Rangos                           | 陸将 （統合幕僚長および陸上幕僚長）                                                    | 陸将                | 陸将補             | 1等陸佐 | 2等陸佐          | 3等陸佐    | 1等陸尉 | 2等陸尉  | 3等陸尉 |
| Traducción Española              | General de cuerpo de ejércitoGeneral de división, sirviendo como Jefe de Estado Mayor· | General de división | General de brigada | Coronel | Teniente coronel | Comandante | Capitán | Teniente | Alférez |
| -------------------------------- | -------------------------------------------------------------------------------------- | ------------------- | ------------------ | ------- | ---------------- | ---------- | ------- | -------- | ------- |
| Insignia tipo A （甲階級章）     |                                                                                        |                     |                    |         |                  |            |         |          |         |
| Insignia tipo B （乙階級章）     |                                                                                        |                     |                    |         |                  |            |         |          |         |
| Insignia tipo miniatura （略章） |                                                                                        |                     |                    |         |                  |            |         |          |         |

| Código de la OTAN                | OR-9              | OR-8             | OR-7    | OR-6             | OR-5     | OR-3   | OR-2               | OR-1    | OR-D                       |
| Rangos                           | 准陸尉            | 陸曹長           | 1等陸曹 | 2等陸曹          | 3等陸曹  | 陸士長 | 1等陸士            | 2等陸士 | 自衛官候補生               |
| Traducción Española              | Oficial Asimilado | Suboficial Mayor | Brigada | Sargento Primero | Sargento | Cabo   | Soldado de Primera | Soldado | Autodefensa Cadete Oficial |
| -------------------------------- | ----------------- | ---------------- | ------- | ---------------- | -------- | ------ | ------------------ | ------- | -------------------------- |
| Insignia tipo A （甲階級章）     |                   |                  |         |                  |          |        |                    |         |                            |
| Insignia tipo B （乙階級章）     |                   |                  |         |                  |          |        |                    |         |                            |
| Insignia tipo miniatura （略章） |                   |                  |         |                  |          |        |                    |         | sin insignia               |

## Equipo

### Equipo en servicio

#### Tanques
- Tipo 10 (76) +10[3]  Japón.

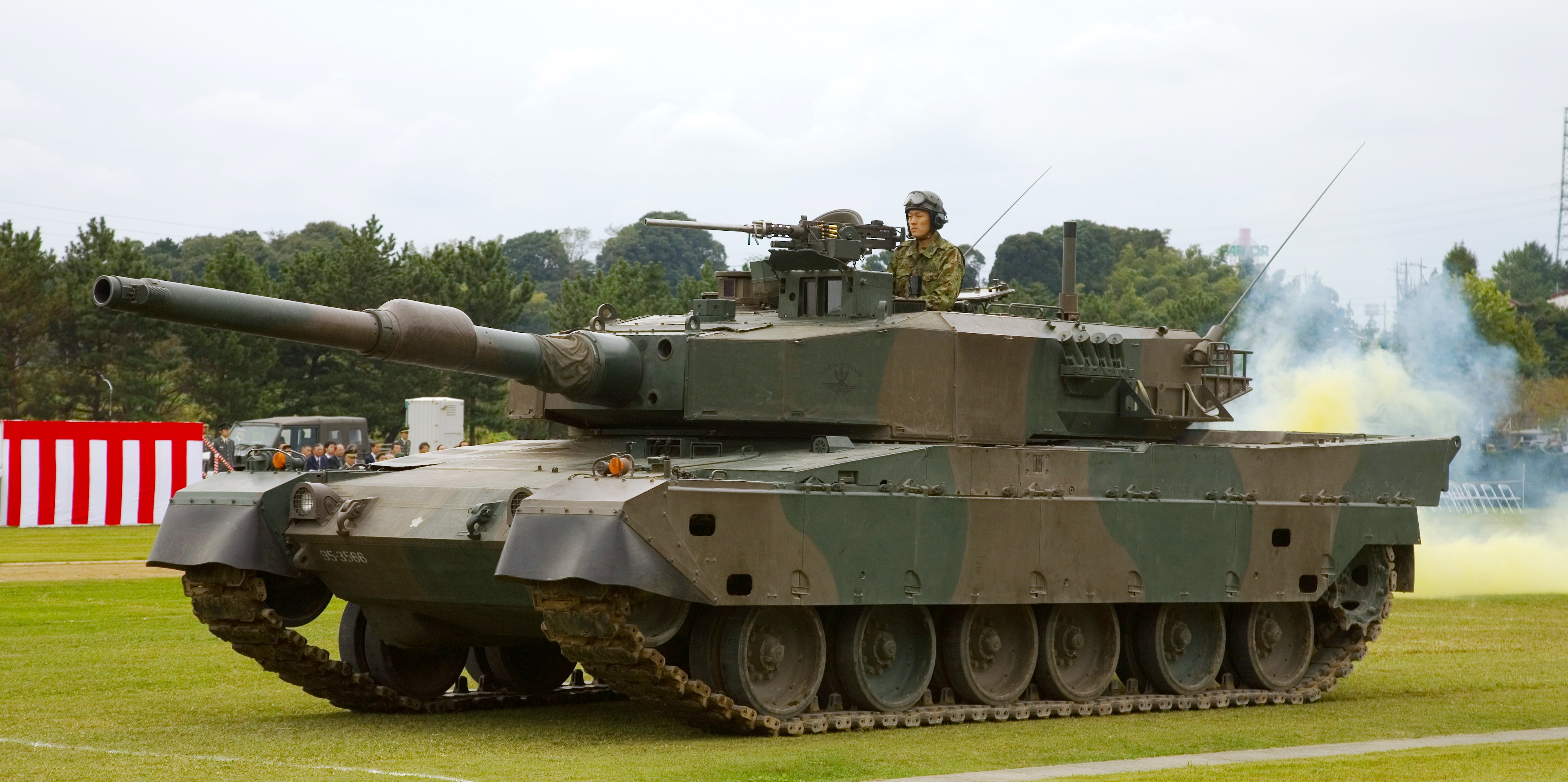
Tanque Tipo 90 de la Fuerza de Autodefensa Terrestre.

- Tipo 90 (315)  Japón. El total planeado será de 600 carros
- Tipo 74 (560)  Japón. Están siendo retirados y serán sustituidos por el Tipo 10.

#### Vehículos de combate de infantería
- Mitsubishi Tipo 89 (70)  Japón

#### Artillería autopropulsada
- Obús autopropulsado Tipo 74 de 105 mm  Japón
- Obús autopropulsado Tipo 75 de 155 mm (140)  Japón
- HIMARS (90)  Estados Unidos
- Obús autopropulsado Tipo 99 de 155 mm  Japón

#### Artillería remolcada
- FH-70 (480)  Italia /  Alemania /  Reino Unido

#### Morteros
- M2 de 107 mm  Estados Unidos
- Mortero Tipo 64 de 81 mm  Japón
- Mortero L16 de 81 mm  Reino Unido
- Mortero Rayé Tracté Modèle F1 de 120 mm  Francia
- Mortero autopropulsado Tipo 96 de 120 mm  Japón

#### Vehículos blindados
- Vehículo de mando y comunicación Tipo 82 (500)  Japón
- Vehículo de alerta y reconocimiento Tipo 87  Japón
- Vehículo blindado ligero Komatsu (1000+)  Japón

#### Transportes de infantería blindados
- Tipo 60 (60)  Japón
- Tipo 73 (340)  Japón

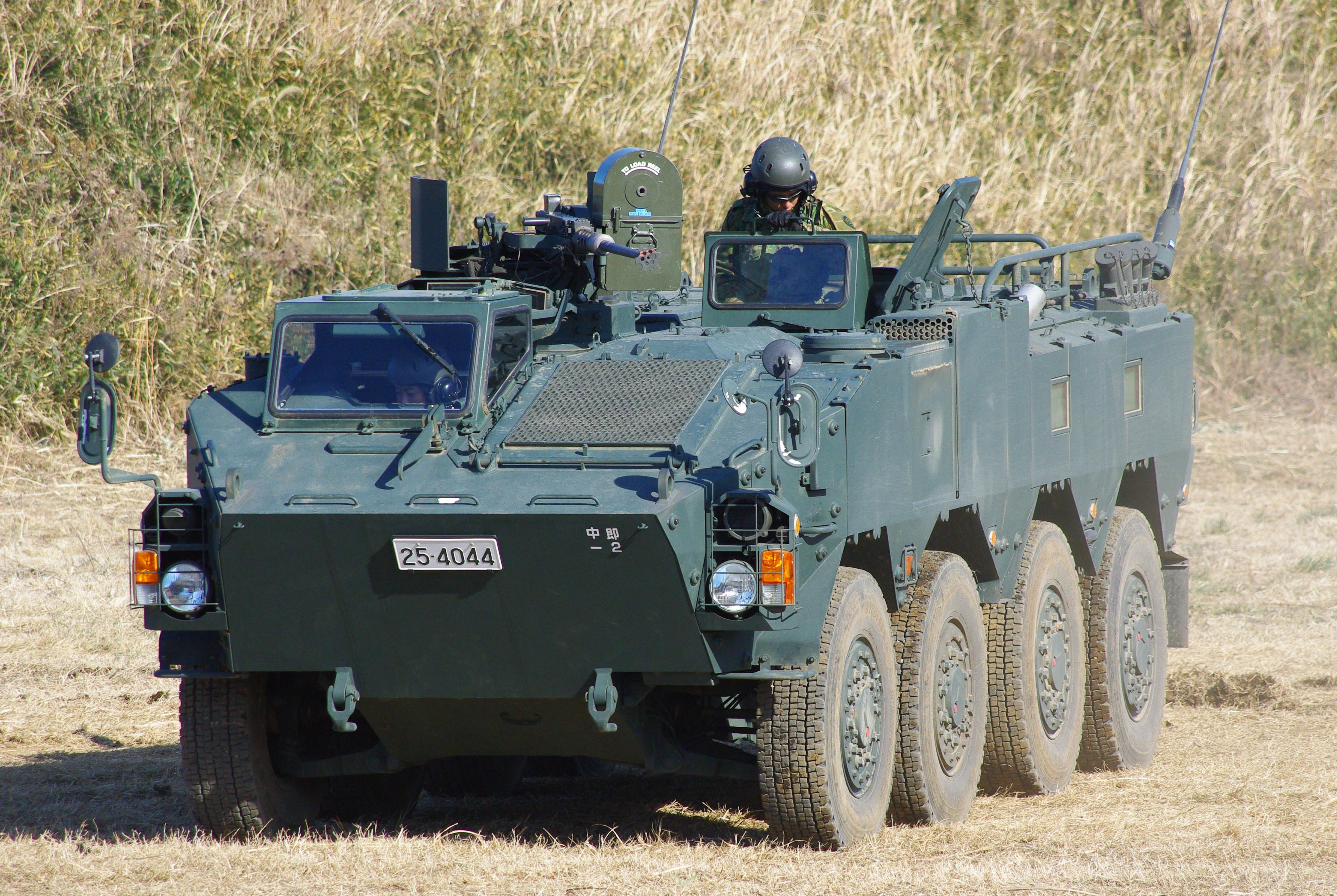
Tipo 96Transportes de infantería blindados

- Tipo 96 (sobre ruedas) (160)  Japón

#### Vehículos de defensa antiaérea
- Cañón antiaéreo autopropulsado Tipo 87 (41)  Japón

#### Cañones antiaéreos
- Cañón antiaéreo doble Oerlikon L-90 de 35 mm  Suiza
- Cañón antiaéreo Bofors de 40 mm  Suecia

#### Misiles tierra-tierra
- Misil ligero antitanque Tipo 01 LMAT  Japón
- Misil antitanque Tipo 64 MAT  Japón
- Misil antitanque/anti lancha de desembarco Tipo 79 Jyu-MAT  Japón
- Misil antitanque Tipo 87  Japón
- Misil antibuque Tipo 88  Japón
- Sistema de misiles polivalente Tipo 96  Japón

#### Misiles antiaéreos
- Patriot PAC-3  Estados Unidos 8 baterías, con capacidad antimisiles balísticos
- Improved-HAWK  Estados Unidos
- FIM-92A Stinger (80)  Estados Unidos
- Tipo 81 (corto alcance) (57)  Japón
- Tipo 91 (portátil) (210)  Japón
- Tipo 93 tierra-aire de corto alcance (90)  Japón
- Tipo 03 tierra-aire de medio alcance  Japón

#### Otros vehículos

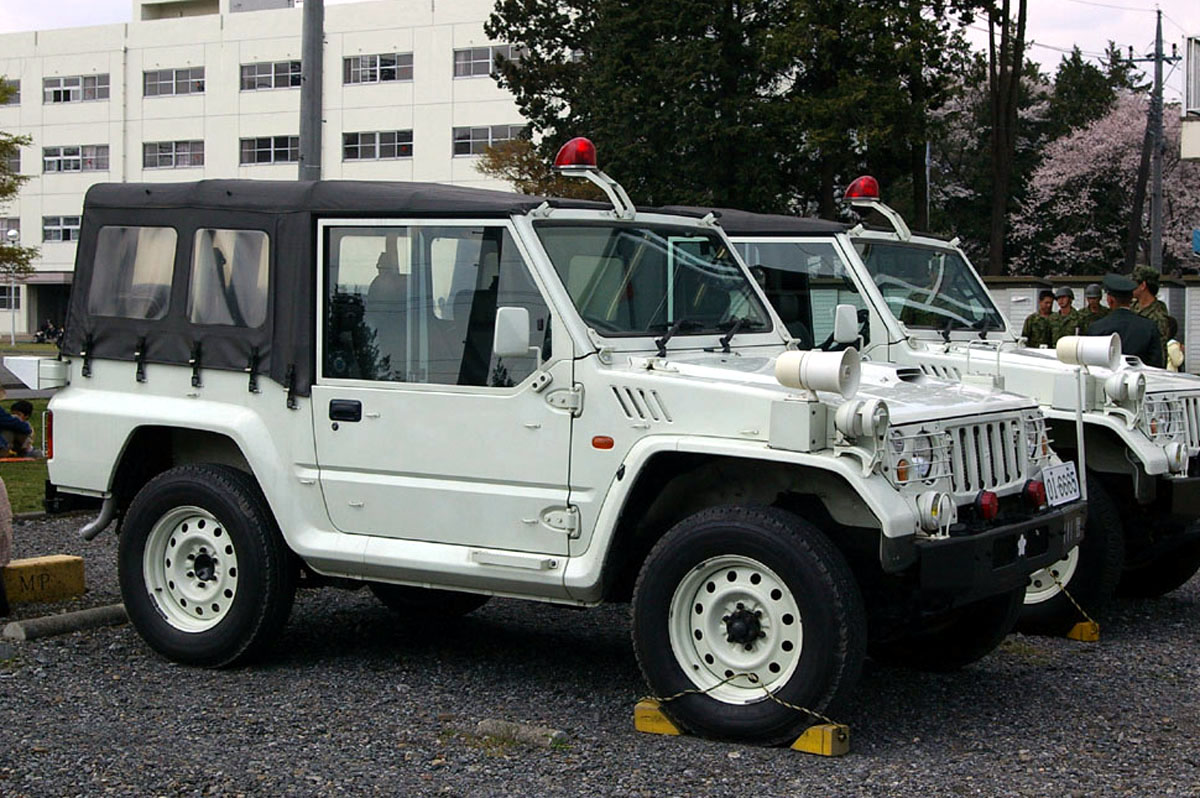
Jeep Mitsubishi Tipo 73 blancos usados por las unidades de la Policía Militar.

- Hitachi Tipo 73  Japón
- Jeep Mitsubishi Tipo 73  Japón

#### Armas ligeras
- Howa Tipo 20  Japón
- Howa Tipo 89  Japón
- Howa Tipo 64  Japón
- Minebea PM-9  Japón
- FN Minimi  Bélgica
- Howa Tipo 96  Japón
- Carabina M4  Estados Unidos (solo para el Grupo de Operaciones Especiales)
- Fusil M16  Estados Unidos (solo para el Grupo de Operaciones Especiales)
- Sumitomo NTK-62  Japón
- SIG P220  Suiza
- SIG P226  Suiza
- M24 SWS  Estados Unidos
- Carl Gustaf M2  Suecia
- Panzerfaust 3  Alemania

### Aviación
La JGSDF dispone de 548 aeronaves, entre ellas 532 helicópteros:
Nombre. País de origen. Tipo. Variantes. Cantidad. Notas.
Beechcraft Super King Air  Estados Unidos. Transporte. LR-2 (5)
Bell 205  Estados Unidos. Helicóptero multiuso UH-1H y UH-1J (161). Construidos por Fuji.
Bell AH-1 Cobra  Estados Unidos. Helicóptero de ataque AH-1S (88). Construidos por Fuji.
Boeing AH-64 Apache  Estados Unidos. Attack helicopter AH-64DJP (13). 
Kawasaki-Vertol 107  Japón. Helicóptero de transporte KV-107 (18).
Boeing CH-47 Chinook  Estados Unidos. Helicóptero de transporte. Versiones CH-47J y CH-47JA (56). Construidos por Kawasaki
Eurocopter Super Puma  Francia. Helicóptero VIP AS 332L (3).
Eurocopter EC 225  Francia. Helicóptero EC 225LP (1). Reemplazó al AS 332L.
Kawasaki OH-1 Ninja  Japón. Helicóptero de reconocimiento (22). 
MD Helicopters MD 500  Japón. Helicóptero de reconocimiento. Versiones OH-6D y OH-6J (48) (115 en total). Construidos por Kawasaki.
Mitsubishi MU-2  Japón. Enlace. LR-1 (11).
UH-60 Black Hawk  Estados Unidos. Helicóptero de transporte. UH-60JA (23). Construidos por Mitsubishi.

### Antiguo equipo (fuera de inventario)

#### Armas ligeras
- Rifle semiautomático M1 Garand  Estados Unidos[4]
- Carabina M1  Estados Unidos[4]
- Subfusil M3  Estados Unidos[5]
- Subfusil Minebea SCK 65/66  Suecia

#### Tanques
- M4 Sherman  Estados Unidos
- M24 Chaffee  Estados Unidos
- M41 Walker Bulldog  Estados Unidos
- Tipo 61  Japón